# Apperts tetraka
Apperts tetraka (Xanthomixis apperti; synoniem: Bernieria apperti) is een zangvogel uit de familie Bernieridae (madagaskarzangers). Deze vogel is genoemd naar de Zwitserse missionaris en amateur-ornitholoog Otto Appert (1930-2012).

## Verspreiding en leefgebied
Deze soort is endemisch in zuidwestelijk Madagaskar.

## Status
De grootte van de populatie is in 2019 geschat op 600-1700 volwassen vogels. Op de Rode lijst van de IUCN heeft deze soort de status kwetsbaar.